# Dalla parte del nemico
Dalla parte del nemico (Supreme Sanction) è un film per la televisione del 1999 diretto da John Terlesky.

## Trama
Jenna, una donna-sicario che lavora per la CIA, riceve l'incarico per uccidere un noto giornalista televisivo che indaga sull'abbattimento misterioso di alcuni elicotteri. Il bersaglio si trova in vacanza con la figlioletta ed è anche vedovo, ma Jenna sbaglia la mira facendo infuriare Dalton.